# Пентасульфид гексаникеля
Пентасульфид гексаникеля — бинарное неорганическое соединение 
металла никеля и серы
с формулой Ni6S5,
кристаллы бронзового цвета,
не растворяется в воде.

## Получение
- Сплавление дисульфида триникеля и серы[1]:

{\displaystyle {\mathsf {2Ni_{3}S_{2}+S\ {\xrightarrow {400-525^{o}C}}\ Ni_{6}S_{5}}}}

## Физические свойства
Пентасульфид гексаникеля образует кристаллы бронзового цвета
ромбической сингонии,

параметры ячейки a = 1,122 нм, b = 1,656 нм, c = 0,327 нм, Z = 4.

## Химические свойства
- Разлагается при нагревании:

{\displaystyle {\mathsf {Ni_{6}S_{5}\ {\xrightarrow {573^{o}C}}\ Ni_{3}S_{2}+3NiS}}}